# Krośniewice (gromada)
Krośniewice – dawna gromada, czyli najmniejsza jednostka podziału terytorialnego Polskiej Rzeczypospolitej Ludowej w latach 1954–1972.
Gromady, z gromadzkimi radami narodowymi (GRN) jako organami władzy najniższego stopnia na wsi, funkcjonowały od reformy reorganizującej administrację wiejską przeprowadzonej jesienią 1954 do momentu ich zniesienia z dniem 1 stycznia 1973, tym samym wypierając organizację gminną w latach 1954–1972.
Gromadę Krośniewice siedzibą GRN w mieście Krośniewice (nie wchodzącym w jej skład) utworzono – jako jedną z 8759 gromad na obszarze Polski – w powiecie kutnowskim w woj. łódzkim, na mocy uchwały nr 30/54 WRN w Łodzi z dnia 4 października 1954. W skład jednostki weszły obszary dotychczasowych gromad Krzewie, Pawlikowice i Teresin oraz parcelacja Ostałów z dotychczasowej gromady Pniewo i kolonia Zosinek z dotychczasowej gromady Bielice ze zniesionej gminy Krośniewice, a także obszary dotychczasowych gromad Kajew i Pomorzany ze zniesionej gminy Ostrowy, w tymże powiecie. Dla gromady ustalono 21 członków gromadzkiej rady narodowej.
31 grudnia 1959 do gromady Krośniewice przyłączono wieś Kopy i kolonię Kopy-Towarzystwo ze zniesionej gromady Zgórze.
1 stycznia 1969 z gromady Krośniewice wyłączono grunty o łącznej powierzchni 62,64 ha, włączając je do miasta Krośniewice.
Gromada przetrwała do końca 1972 roku, czyli do kolejnej reformy gminnej. 1 stycznia 1973 w powiecie kutnowskim reaktywowano gminę Krośniewice.